# 自致地位
自致地位，指的是：在一个人的生命历程中通过个人努力而取得的社会地位。一个人的社会地位在社会学中是极为重要的，与个人在社会中的权力、义务、行为、责任等密切相关，决定了个人的角色定位。

## 自致地位与先赋地位的比较
先赋地位是个人不能通过自身努力而改变的，例如性别、种族等属性。自致地位与先赋地位的不同之处在于它可以通过个人的德行而争取改变。然而许多地位都是自致地位与先赋地位两个要素的相乘产物，例如得到了医生这种自致地位的个人一般来自相对富裕的家庭，而相对富裕的家庭是通向某些自致地位的有利的先赋地位，尤其在阶级社会中。